# Lakeside (Colorado)
Pour les articles homonymes, voir Lakeside.
Lakeside est une municipalité américaine de l'État du Colorado, située dans le comté de Jefferson

## Géographie
Le territoire de la municipalité forme un quadrilatère de 800 mètres de côté soit 64 hectares, dans l'ouest de l'agglomération de Denver. La moitié nord est occupée principalement par le lac Rhoda sur la rive duquel est situé le parc d'attractions à l'est. Un centre commercial comprenant un magasin Walmart occupe le quart sud-ouest de la municipalité cependant qu'une petite zone résidentielle se situe dans l'angle sud-est.

## Démographie
| 1910 | 1920 | 1930 | 1940 | 1950 | 1960 |
| ---- | ---- | ---- | ---- | ---- | ---- |
| 103  | 36   | 49   | 39   | 46   | 28   |

| 1970 | 1980 | 1990 | 2000 | 2010 | 2020 |
| ---- | ---- | ---- | ---- | ---- | ---- |
| 17   | 19   | 11   | 20   | 8    | 16   |